# Josep Maria Corral i Belorado
Josep Maria Corral i Belorado, conegut com a Chema Corral (Santa Coloma de Gramenet, juliol de 1953) és un polític i historiador català. És llicenciat en Història per la Universitat Autònoma de Barcelona (1979) i Diplomat en Funció Gerencial d'Administracions Locals per ESADE (1991).

## Militància política
La relació amb les CCOO de banca i els Comitès d'Institut el porten a participar en els moviments estudiantils antifranquistes. El juny de 1972 ingressa a la Joventut Comunista de Catalunya i el setembre de 1974 a la Federació Universitària del PSUC).
A principis de 1977 entra a formar part de la redacció de la revista GRAMA, on romandrà  fins a finals del 1978, i trasllada la seva militància a l'organització del PSUC de Santa Coloma. Entre novembre de 1978 i març de 1981 assumeix la Secretaria Política del partit a la seva ciutat. En guanyar el PSUC les eleccions municipals democràtiques, l'abril de 1979, és elegit regidor, tot assumint la responsabilitat de tinent d'alcalde i diputat de la Diputació de Barcelona, fins al setembre de 1980.
Va ser candidat del PSUC a les eleccions al Parlament de Catalunya de 1980. Tot i no ser elegit, va substituir Alfons Carles Comín i Ros a la seva mort el juliol de 1980. Ha estat president de la comissió d'Indústria, Energia, Comerç i Turisme del Parlament de Catalunya (1983-1984).
La profunda crisi que va patir el PSUC, amb divisions i diferències ideològiques i polítiques, va portar a la ruptura del partit. Seguidor de Pere Ardiaca, el desembre de 1981 és expulsat del partit i participa, juntament amb un terç del Comitè Central del PSUC, en el  naixement del Partit dels Comunistes de Catalunya (1982) del qual forma part com a membre del Comitè Central i del Comitè Executiu. En el Congrés d'Unitat Comunista de 1989 (Castelldefels), torna al PSUC i al seu Comitè Central. El 1987 va participar en la constitució d'Iniciativa per Catalunya, federació de partits integrada al seu inici pel PSUC, el PCC i ENE, que va evolucionar cap a una nova formació política de caràcter ecosocialista (ICV).
Amb les eleccions municipals de 1987 iniciaria una segona etapa de regidor a l'Ajuntament de Santa Coloma de Gramenet, fins a l'any 2003. En aquest període va exercir com a Tinent d'Alcalde de Cultura (1987-1991), de Medi Ambient (1991-1992), de l'Àrea de Benestar Social (Participació Ciutadana, Serveis Socials, Solidaritat i Cooperació, Ensenyament, Sanitat i Consum) (1995-1999) i de Salut, Solidaritat i Cooperació (1999-2003). També va ser Portaveu del Grup Municipal d'ICV de 1996 a 2003.
Com a conseqüència d'aquestes responsabilitats es va incorporar a diversos organismes supramunicipals. Va ser nomenat Conseller de l'Àrea Metropolitana de Barcelona (1991-1999) i membre del Consorci Parc de la Serralada de Marina des del seu inici, l'any 1994, fins al 1999. De 2003 a 2009 ha estat Coordinador del grup metropolità d'ICV-EUIA-EPM a l'Àrea metropolitana de Barcelona.

## Historiador i articulista
Des de 1977 ha escrit uns 300 articles d'opinió en mitjans de comunicació locals, comarcals i nacionals, entre els quals es pot destacar, per la seva aportació historiogràfica, “Llorenç Serra i el “misteri” del Pont Vell a la Santa Coloma de principis del segle XX”, publicat el desembre de 2018. El 2018 publica L’arxiu d'en Chema Corral (3), una web de caràcter històric amb els seus articles, intervencions, entrevistes i llibres per facilitar la recerca històrica als investigadors.
Ha publicat Santa Coloma a la recerca d'una nova identitat, un assaig sobre la situació de la ciutat a finals del segle xx, tot partint de la formació d'una ciutat suburbi, de les seves transformacions posteriors i de la cruïlla en què es trobava davant el canvi de segle.
Santa Coloma: la riba esquerra, un recull de 60 articles publicats als mitjans de comunicació, de diferents temàtiques, i centrats majoritàriament a la ciutat de Santa Coloma.
El PSUC a Santa Coloma de Gramenet 1936-1979, un llibre d'història de Santa Coloma, que tracta les situacions polítiques, reivindicatives i socials, d'aquests 43 anys, tenint el PSUC com a fil conductor.
LLuites veïnals que han fet història 1965-1979 és el primer quadern d’una nova col·lecció que té com a fil conductor els fets, els llocs i les persones de Santa Coloma. El llibret té com a fil conductor la conflictivitat social i el paper de les organitzacions populars en la lluita per acabar amb el suburbi i construir una ciutat.
I, Quan les cases barates eren a Santa Coloma de Gramenet. Milans del Bosch i Baró de Viver, és un llibre que reflecteix el pes important d'aquests grups de cases barates en la vida quotidiana del territori i el seu paper determinant en l'annexió a Barcelona de la Santa Coloma de Gramenet de la riba dreta del Besòs, l'any 1945.

## Obra
- Santa Coloma a la recerca d'una nova identitat, Editorial Semilunio, 2001.

- Santa Coloma: la riba esquerra,  Esguard Ediciones, 2008.

- El PSUC a Santa Coloma de Gramenet 1936-1979, Ediciones Carena, 2021
- Lluites que han fet història, Santa Coloma de Gramenet 1965-1979, Ajuntament de Santa Coloma de Gramenet, 2022
- Quan les cases barates eren a Santa Coloma de Gramenet. Milans del Bosch i Baró de Viver, Llop Roig, 2024